# Mountbatten (Schiff)
Die Mountbatten war ein Trawler, der seit 1951 als Wrack in der Elbe am Moorburger Elbdeich in der Süderelbe liegt. Es ist wegen seiner Nähe zum Ufer ein bekanntes Fotomotiv.

## Geschichte
Das Schiff wurde von der Perihelion Steam Fishing Company, Grimsby bei Cochrane & Sons in Selby als eines von fünf Schwesterschiffen bestellt und 1934 als Baunummer 1131 auf Kiel gelegt. Der Besitzer der Perihelion Steam Fishing Company, Harry Crampin, ließ alle seine Schiffe nach Cricketspielern benennen und so wurde es 1935 auf den Namen Hendren nach dem Cricketspieler Patsy Hendren getauft und mit dem Fischereikennzeichen GY 128 in Dienst gestellt. Ihr Heimathafen war Grimsby. 1939 wurde es an Charleson-Smith Trawlers verkauft und in Stella Pegasi umbenannt. Mit Ausbruch des Zweiten Weltkrieges wurde es im September 1939 von der Royal Navy beschlagnahmt und bis 1945 als U-Jagd-Boot Stella Pegasi FY 155 eingesetzt. Ab 1946 wurde es wieder als Trawler unter dem Namen Arctic Crusader mit dem Fischereikennzeichen H 90 eingesetzt. Hull wurde zum neuen Heimathafen. 1947, dem Jahr, als der zukünftige Ehemann der britischen Königin Elisabeth II., Prinz Philip seinen Familiennamen von Schleswig-Holstein-Sonderburg-Glücksburg zu Mountbatten änderte, wurde es erneut verkauft und in Mountbatten umbenannt.

### Eigentümer
- 1935 bis 1939 Perihelion Steam Fishing Company Ltd. (Harry Crampin), Grimsby
- 1939 bis 13.09.1946 Charleson-Smith Trawlers Ltd., Hull
- 14.09.1946 bis 20.04.1947 Boyd Line Ltd., Hull
- 21.04.1947 bis 1949 Trawlers Grimsby Ltd., Grimsby[7]
- 1949 bis 1950 Norsk Bjergningskompagni, Bergen[8]
- 1950 bis 1951 Reederei Lattmann GmbH, Hamburg[9]

## Schiffsbeschreibung
Die Mountbatten war als Seitenfänger konstruiert und mit 441 BRT, 403 NRT vermessen. Das Schiff war 49 m lang und 8,1 m breit. Der maximale Tiefgang betrug 4,3 m. Die Tragfähigkeit betrug 191 t. Die Antriebsanlage des Schiffes bestand aus einer Dreizylinder-Dreifachexpansionsdampfmaschine von Amos & Smith Ltd., Hull mit einer Leistung von 132 bhb die einen Propeller antrieben. Das Schiff erreichte eine Geschwindigkeit von 12 kn. Während ihres Einsatzes als U-Jagd-Boot war sie zusätzliche mit einem QF 4-inch-Schiffsgeschütz, einem 12,7mm Flak-Zwilling und zwei Maschinengewehren und Wasserbomben ausgestattet.

## Havarie und Verbleib auf der Elbe
Koordinaten: 53° 29′ 8″ N, 9° 57′ 25″ O
Am 25. Januar 1949 meldete der Kapitän der Mountbatten einen starken Wassereinbruch, woraufhin er das Schiff am 28. Januar 1949 im Rødøyfjorden südlich der norwegischen Stadt Bodø bei der Ortschaft Regna auf Grund setzte. Die Bergungsarbeiten begannen sofort, dabei kenterte die Mountbatten am 12. Februar 1949 während eines starken Sturmes und versank auf 20 m Tiefe. Daraufhin wurden die Bergungsarbeiten mit der Hoffnung auf besseres Wetter bis zum 17. April 1949 ausgesetzt. Am 16. Mai 1949 konnte die Mountbatten schließlich geborgen und nach Bergen geschleppt werden. Der Havariekommissar stellte bei der Untersuchung des Trawlers fest, dass sie am Kiel beschädigt war und erklärte sie zum Totalschaden, woraufhin das Schiff in den Besitz und Eigentum der Bergungsgesellschaft Norsk Bjergningskompagni überging die es verschrotten wollte. Das Schiff wurde 1950 an die Reederei Lattmann nach Deutschland verkauft. Bei der Überführung nach Hamburg kenterte und versank es am 8. März 1951 beim Feuerschiff Elbe 1 es wurde am 20. August 1951 geborgen und an der Moorburger Schanze abgelegt, wo es bis heute gut sichtbar liegt.

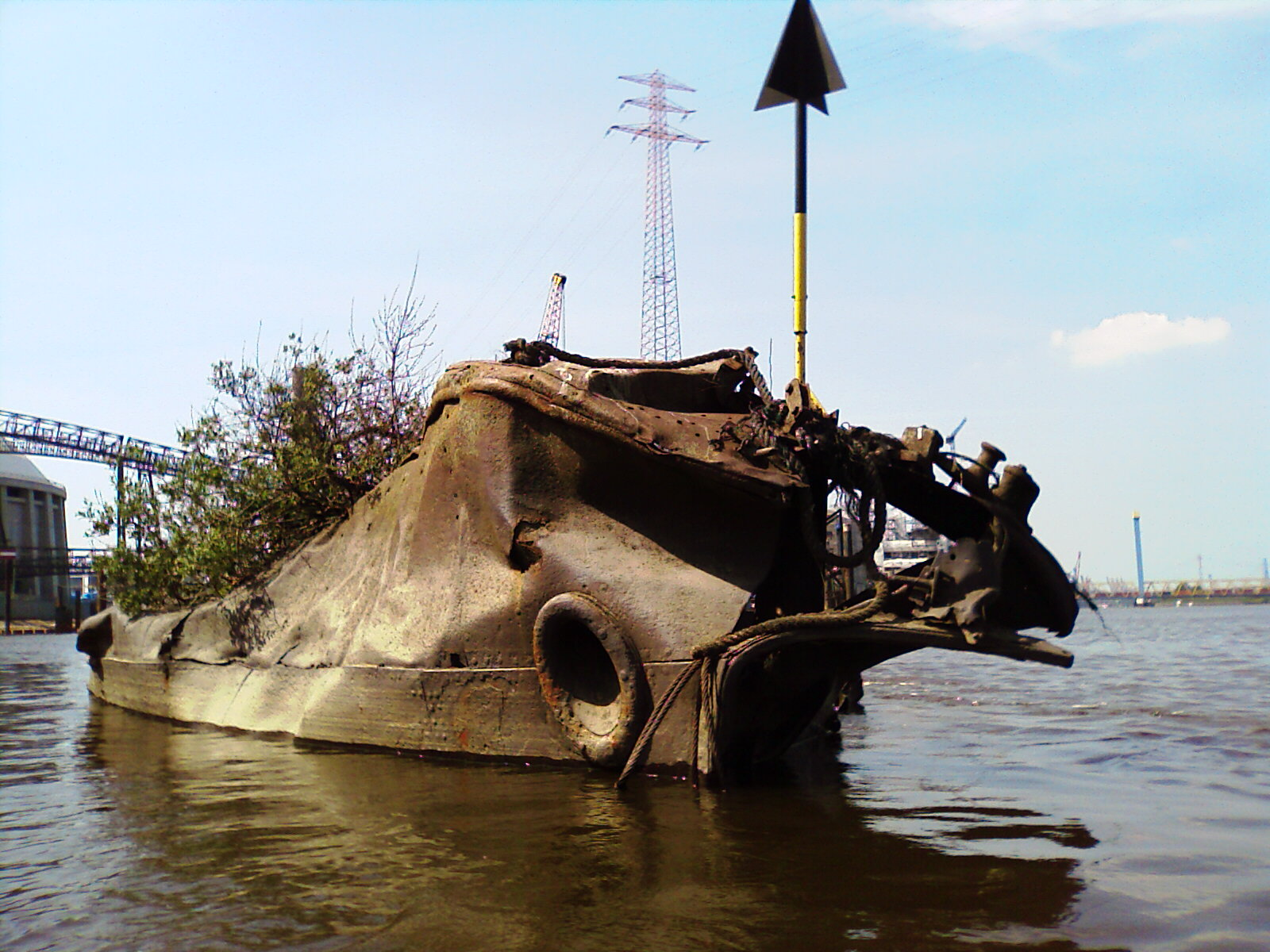
Das Wrack in Moorburg
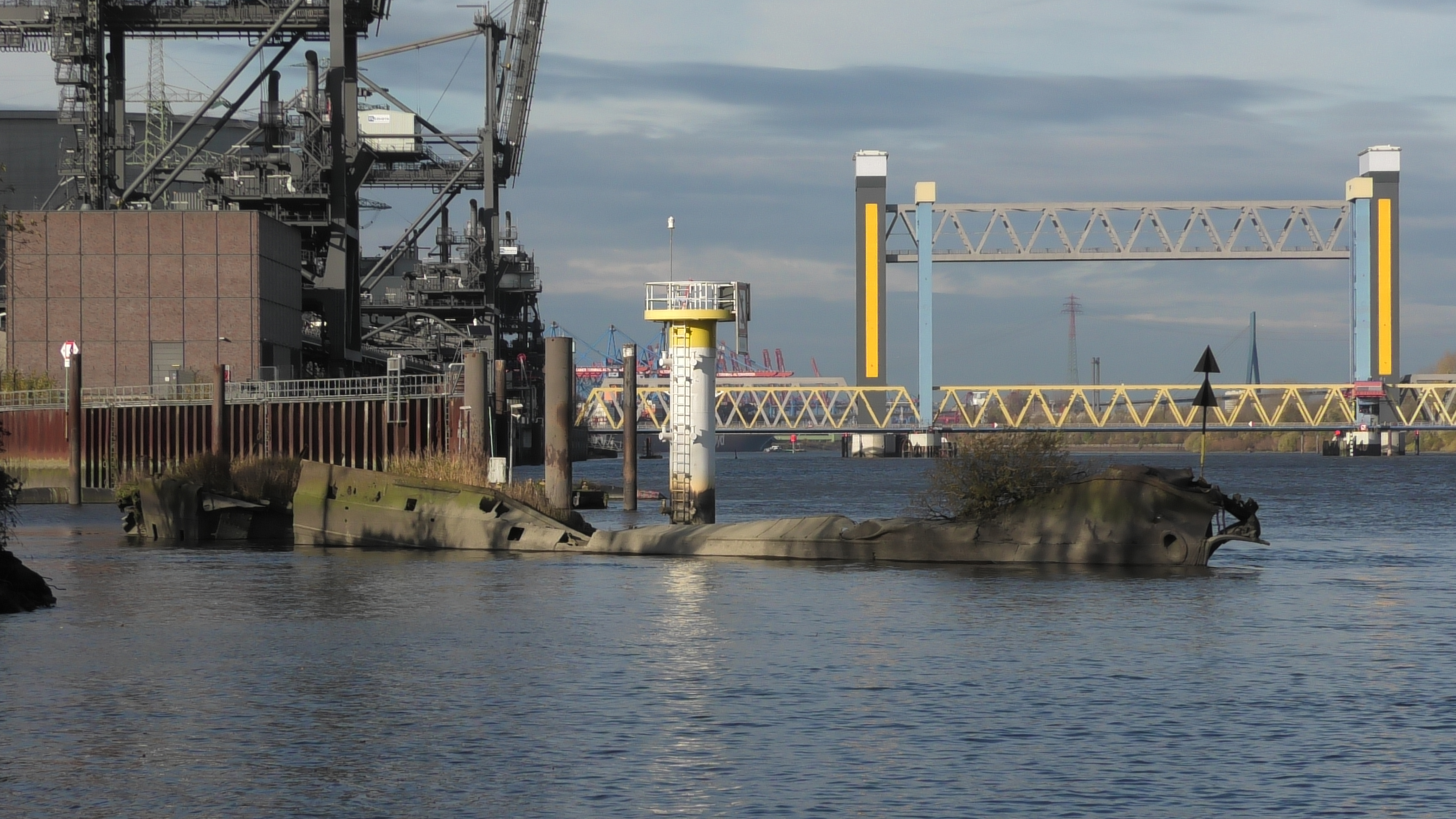
Das Wrack in Moorburg